# Felsrelief von Hemite
Koordinaten: 37° 11′ 3,9″ N, 36° 5′ 35,5″ O

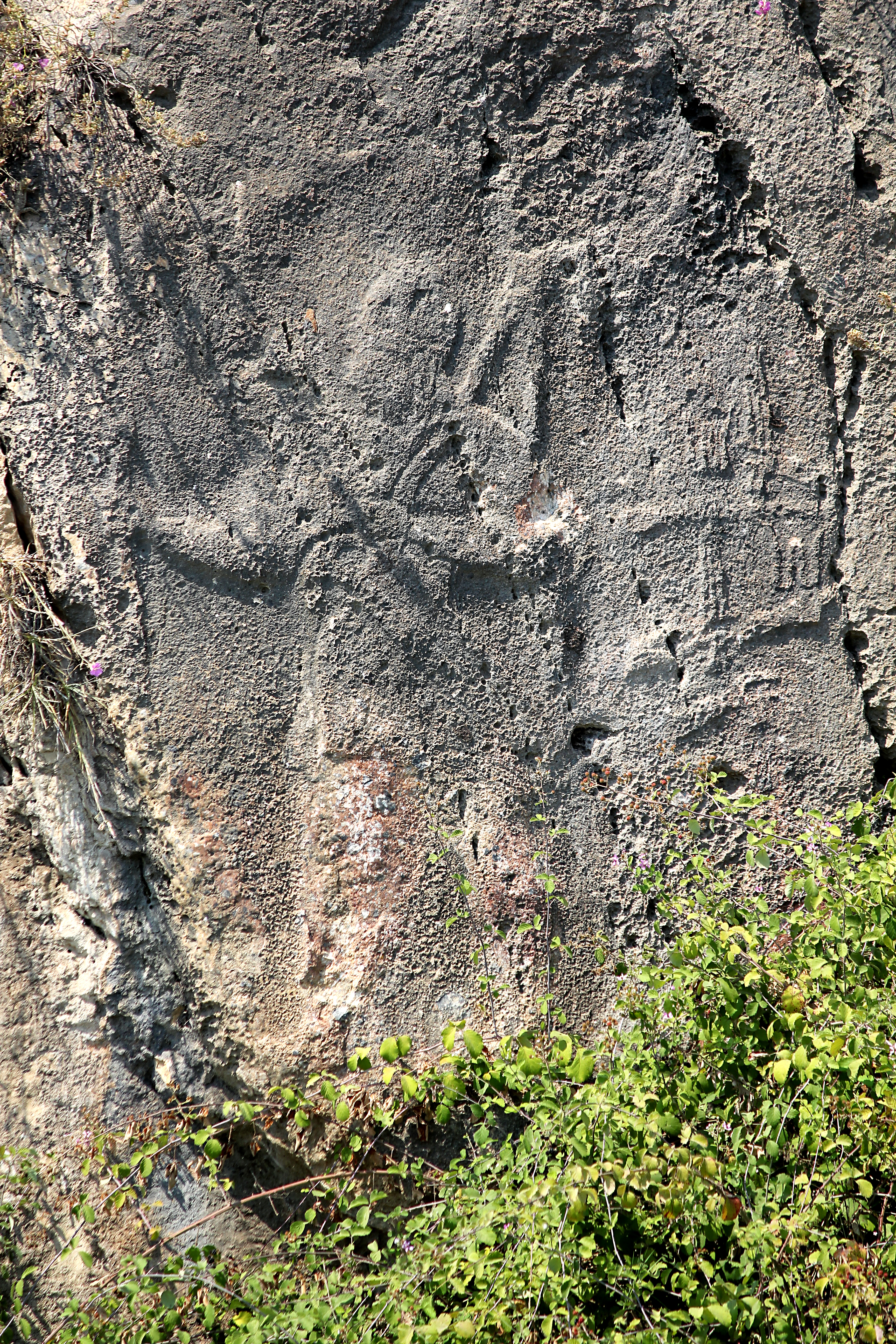
Felsrelief von Hemite

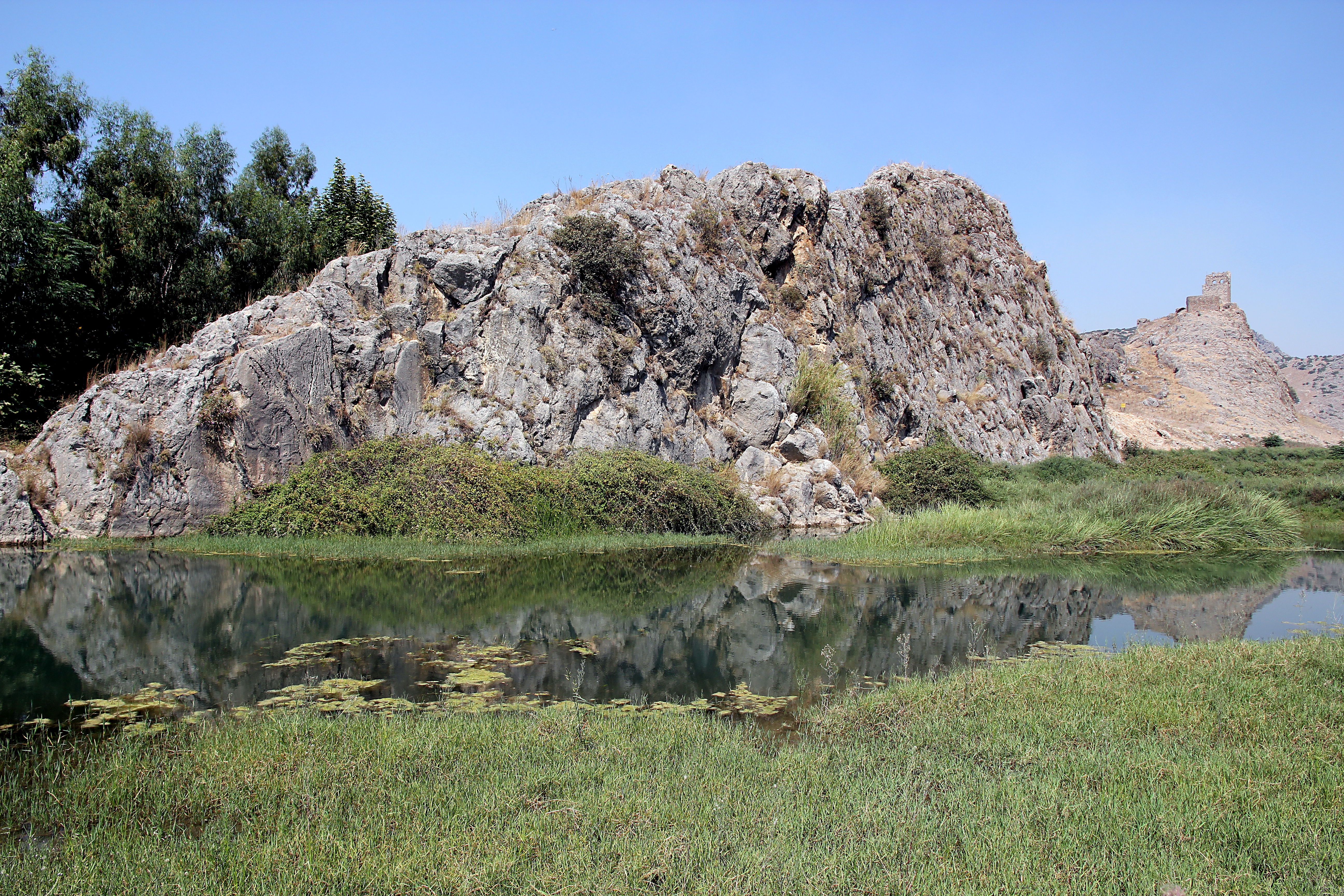
Der Felsen mit dem Relief (links), im Hintergrund die Burg Amouda (Hemite Kalesi)

Das Felsrelief von Hemite liegt im Dorf Gökçedam (früher Hemite, auch Hamite, Hamide) im zentralen Landkreis der türkischen Provinz Osmaniye, etwa 20 km nordwestlich der Provinzhauptstadt Osmaniye.

## Lage
Das Relief aus der Zeit des hethitischen Großreichs im zweiten Jahrtausend v. Chr. liegt am rechten, nördlichen Ufer des Flusses Ceyhan und ist nach Südsüdosten ausgerichtet. Auf dieser Seite des Ceyhan verliefen im Altertum die vom hethitischen Kernland im Norden über die Antitauruspässe nach Syrien führenden Wege und kreuzten diejenigen, die Kizzuwatna (etwa Kilikien entsprechend) mit Ostanatolien verbanden. Die Bedeutung, die diesem Knotenpunkt noch bis ins Mittelalter zukam, bezeugt die etwa 400 m nördlich des Reliefs liegende kleinarmenische Festung Amouda (heute Hemite Kalesi genannt).

## Beschreibung
Das Relief zeigt eine etwa 1,75 m hohe männliche Gestalt, die durch Kleidung und Bewaffnung als Krieger zu erkennen ist. In der rechten, vorgestreckten Hand trägt er eine – stark verwitterte – Lanze. Die linke Hand hält den über der Schulter getragenen Bogen. An der linken Körperseite ist ein Schwert zu sehen, bei dem der halbmondförmige Griff und eine Öse zum Einhängen im Gürtel gut zu erkennen sind. Er ist mit einer halbrunden Kappe mit Schmuckrändern, einem kurzen Rock und den üblichen hethitischen Schnabelschuhen bekleidet. Am Ohr hängt ein großer Ring. Rechts von der Gestalt sind zwei untereinanderstehende Hieroglyphengruppen zu sehen. Nach der Übersetzung von John David Hawkins bezeichnen sie die Figur als
....tarḫunta, Prinz

Sohn des Tarḫuntabija, des Prinzen
Nach Hawkins besteht möglicherweise ein Zusammenhang mit dem im Felsrelief von Hanyeri genannten Tarḫuntabijammi. Ein Prinz namens Tarḫuntabija wird auch in der Liste der Zeugen des Ulmiteššub-Vertrags aus der Zeit von Hattušili III. (reg. etwa 1265–1236 v. Chr.) oder Tudhalija IV. (reg. ab etwa 1236 v. Chr.) erwähnt.
Die erste Erwähnung des Reliefs stammt von Helmuth Bossert aus dem Jahr 1946. Die erste detaillierte Untersuchung nahm Alfonso Archi vor.